# Kesko
Kesko Oyj — фінська холдингова компанія заснована у 1940 році у Гельсінкі.

## Історія
Kesko була створена, коли чотири регіональних оптових компанії, які були засновані ритейлерами, були об'єднані в жовтні 1940 року.
Нова компанія Kesko почала діяти на початку 1941 року. Необхідність придбання товарів для акціонерів-роздрібних продавців і підтримати свої ділові операції та почати співпрацю між ними призвело до формування групи K-роздрібної торгівлі.
До кінця 1940-х років продажі Kesko склали близько 15 мільярдів старих фінських марок (еквівалентні 580 мільйонів євро в 2010 році), що становило близько 12 % від загального обсягу продажів центральних компаній, що працюють в фінському торговому секторі.
У листопаді 2015 року було оголошено про покупку холдингом компанії Suomen lähikauppa Oy (включає близько 640 магазинів Siwa і Valintatalo) за 60 млн євро. У грудні концерн оголосив про закриття мережі взуттєвих магазинів Kookenkä, Kenkäexpertti і The Athlete's Foot.

## Діяльність
Компанії належать підприємства харчової промисловості, підприємства з виробництва сільськогосподарської техніки, а також мережа супермаркетів та гіпермаркетів, мережі з продажу автомобілів та товарів для дому. Загальна кількість точок продажу налічує 2000 (станом на 2010 рік).
Компанія Rautakesko, яка є підрозділом Kesko, здійснює продаж товарів для дому під маркою DIY (350 магазинів).
Чисельність персоналу на кінець 2013 року налічує майже 20 тис. співробітників. Загальна виручка холдингу в 2008 році склала 9,6 млрд євро, операційний прибуток — 217 млн євро.
Найбільшими мережами є K-Market, K-Supermarket і K-Citymarket.

## Підрозділи
Харчова торгівля
Kesko Food є ключовим оператором у фінській продуктовій торгівлі. Основні функції Kesko Food включають централізовану покупку продуктів, управління відборами, логістикою і розробку концепцій мереж магазинів. Мережа магазинів K-Food є всеосяжною в Фінляндії, і приблизно 50 % фінів живуть менше ніж за кілометр від магазину K-Food.
Kesko Food управляє мережами магазинів K-Market, K-Supermarket та K-Citymarketet. У 2012 році в Фінляндії було 937 продовольчих магазинів мережі.
Будівництво та облаштування будинку
Rautakesko — це міжнародний постачальник послуг будівництва, ремонту і поліпшення будинків в Фінляндії, Швеції, Норвегії, Естонії, Латвії, Литві, Росії та Білорусі. Rautakesko управляє та розвиває компанії K-Rauta, K-Maatalous, Byggmakker, Senukai і Oma.
Основні функції Rautakesko включають централізований розвиток мереж, централізовані покупки та логістику, а також розробка концепцій мережі магазинів.
Торгівля машинами
Торговий сегмент автомобілів складається з K-AUTO (раніше працював як VV-Auto) та Konekesko зі своїми дочірніми компаніями. Компанії несуть відповідальність за продаж і післяпродаж та обслуговування брендів через свою власну або дилерську мережу.